# Durga N. Bhagvat
Durga N. Bhagvat o Bhagwat (Indore, 10 febbraio 1910 – 7 maggio 2002) è stata una letterata e sociologa indiana.
È ricordata come una scrittrice indiana in lingua marathi di massimo rilievo, come ricercatrice della cultura e letteratura nazionale, sociologa, antropologa, studiosa della religione buddhista, onorata studiosa e autrice della letteratura e campionessa del pensiero del movimento di liberazione nazionale.  È stata editrice della Marathi Encyclopedia.
La sua preparazione scolastica e accademica si è svolta nelle città di Bombay (oggi Mumbai), Nagar, Nashik, Dharavad e Pune. Diplomatasi al liceo nel 1927 a Mumbai, intraprese gli studi universitari presso l'università di San Xavier nella stessa città. Interruppe gli studi nel 1929 per prendere parte attiva nel movimento di liberazione nazionale del Mahatma Gandhi. Ripresi gli studi, nel 1932 si qualificò prima nei corsi di sanscrito e inglese all'Università di Mumbai e nel 1935 vi diventò Membro dell'Università.
Per due anni (1958-60) fu capo del Dipartimento di sociologia all'Istituto Gokhale di giurisprudenza, Pune. Inoltre, fu editrice per un anno (1957) per il mensile Cooperativo Letterario. Con queste eccezioni si teneva libera dagli impegni in modo da potersi dedicare alla scrittura e alla ricerca.
Per il dipartimento della Storia della cultura indiana scrisse una tesi di master intitolata La giurisprudenza del primo buddhismo nel 1938, che fu il suo primo libro in lingua inglese, pubblicato l'anno successivo.  Per la tesi di dottorato condusse una ricerca su: Sintesi della cultura indù e tribale nelle provincie centrali dell'India, tesi che però non portò a compimento.  Un capitolo di questa tesi, pubblicato, fu famoso all'estero per qualche tempo.
Il suo primo libro in lingua marathi fu Rajarama Shastri Bhagavat: esame della sua personalità e scritti (1947), ma dal 1956 scrisse in marathi anche libri di letteratura d'evasione. Tra i libri che portano la sua firma valgono una particolare menzione gli studi di linguistica come Compendio di filologia comparata (1940) e, basata su traduzioni di storie romantiche che le erano note dallo studio della religione buddhista e giainista, Il romanzo nella cultura religiosa (1946).
È del 1950 un saggio in stile popolare che mirava ad indicare le azioni che si dovevano intraprendere in difesa della cultura dei popoli autoctoni dell'India, Un'introduzione all'antropologia. Ha scritto anche una quantità notevole di critica della pittura. La Durga è inoltre autrice di un commentario, L'induismo e la sua posizione nella nuova società mondiale (1947), di un libro sociologico del dottor Ketkar.
Nel 1975 innalzò uno striscione di protesta al podio dell'Akhil Bharatiya Sahitya Sammelan, organizzato quell'anno dall'allora ministro dell'Unione Y. B. Chavan, contro le misure d'emergenza del governo che intaccavano al cuore la libertà di espressione. La sua protesta le costò l'arresto. Questa vicenda diede inizio al dibattito presso i circoli letterari marathi sul ruolo dei politici e dello stato nell'incontro annuale di letteratura.
Alcuni personaggi che la Bhagvat ritenne importanti fonti di ispirazione includono: il Mahatma Gandhi, Tolstoj, David Henry Thoreau, Mill, Robert Browning, Rajaram Shastri Bhagavat  e il dottor Ketkar.

## Opere
I suoi testi più noti e diffusi fuori dell'India includono:
- Early Buddhist Jurisprudence [La giurisprudenza del primo buddhismo], edito a Calcutta nel 1939 dalla Cosmo Publications a partire dal materiale della sua tesi presentata per il dottorato di Master all'Università di Bombay;[3]
- Digest of Comparative Philology, del 1940, ancora utilizzato come libro di testo di linguistica e saggistica in lingua pāli in alcune università indiane.[4]
- Folk Tales of Central India, disponibile in lingua inglese su: [collegamento interrotto]
- Un profilo del folclore indiano, del 1956, basato sulla ricerca nella letteratura nazionale indiana;
- L'enigma nella vita, cultura e letteratura indiane, del 1966.

Tra i suoi testi sulla letteratura classica indiana è rinomato:
- Vyas Parva, un commentario sul Mahābhārata

Openlibrary elenca 35 libri dell'autrice, dal 1963 al 1988.